# Xavier Rodríguez Baixeras
Xavier Rodríguez Baixeras (Tarragona, 1945) és un escriptor i traductor català, que viu a Vigo des de 1977, després de residir a Ribadeo, Segòvia, la Corunya i Palma.

## Biografia
Va néixer a Tarragona de mare catalana i pare procedent de Nois. L'any 1957 van anar a viure a Segòvia, ja que, el seu pare va ser nomenat secretari de la Diputació provincial del lloc esmentat.
Va estudiar a la Universitat de Valladolid i de Madrid, lloc en el qual es va llicenciar en Filologia romànica. Posteriorment, va viure a la Corunya, lloc en el qual es va traslladar l'any 1970 i va començar a treballar a l'Institut Ramón Puga. També, va viure a Mallorca durant tres anys fins que va decidir traslladar-se a Vigo i començar a escriure llibres i a desenvolupar el seu rol de traductor.
Traductor al gallec d'autors italians i catalans, i d'autors gallecs al castellà i al català, és una de les veus líriques més suggestives i profundes en llengua gallega. Fentos no mar (1981); Lembranza do areal (1985); Anos de viaxe (1987), que inclou la seva obra anterior més Os celestes faiados i A gándara da noite, i amb el qual va obtenir el Premi de la Crítica espanyola; Visitantes (1991), Premi González Garcés; Sonetos do irmán (1991); Nadador (1995), Premi de la Crítica gallega; i Beira Norte (1997), amb el qual va tornar a obtenir el Premi de la Crítica espanyola, són algunes de les seves obres.

## Obra

### Poesia[2]
- Fentos no mar (1981).
- Lembranza do areal (1985).
- Anos de viaxe (1987, Premio de la Crítica de poesía gallega).
- Visitantes (1991, Premio Miguel González Garcés).
- Sonetos do irmán (1991).
- Nadador (1995, Premios de la Crítica de Galicia).
- Beira Norte (1997, Premio de la Crítica de poesía gallega).
- Eclipse (2001).
- Visitantes (2002).
- Francesca (2003).
- O pan da tarde (2006).

### Assajos
- Trece poetas cataláns (1996).
- Rafael Baixeras, 1947-1989 (2001).
- Diario de comidas (2004).

### Como a traductor
Ha traduït diversos autors italians i catalans al galleg i del galleg al català i al castellà.
- Flanagan de luxe, (Andreu Martín i Jaume Ribera, 1994).
- Alfagann es Flanagan, (Andreu Martín i Jaume Ribera, 1996).
- O oficio de vivir (Cesare Pavese, 2006).